# Marie-Charlotte Léger
Marie-Charlotte Léger, née le 13 mars 1996 à Abbeville, est une footballeuse internationale française évoluant au poste d'attaquante à l'Olympique de Marseille.

## Carrière

### En club
Marie-Charlotte Léger est formée à Abbeville, avant de faire ses débuts en deuxième division à Hénin-Beaumont au cours de la saison 2012-2013. Elle remporte le championnat de France de 2e division cette année-là. Elle fait ses débuts en Championnat de France de football féminin 1re division, toujours à Hénin-Beaumont, la saison suivante. Cette saison se conclut par la relégation en 2e division. 
Elle est transférée pour la saison 2014-2015 à Metz.  
Elle signe au début de la saison 2015-2016 au Montpellier HSC, où elle inscrit trois buts lors des deux premières journées de championnat.
Après deux saisons pleines, elle découvre la Ligue des Champions en 2017-2018, mais est de moins en moins souvent alignée. Elle est alors prêtée au FC Fleury 91 pour la saison 2018-2019, où elle retrouve un temps de jeu significatif.
De retour à Montpellier, elle reste est cantonnée à un rôle de remplaçante. Elle résilie son contrat en décembre 2020 et signe à l'ASJ Soyaux au mercato hivernal 2020-2021,.
Elle devient une joueuse de l'En avant Guingamp en 2022 puis rejoint l'Olympique de Marseille à l'été 2024.

### En sélection
Marie-Charlotte Léger joue en équipe de France U16, U17 et U19 avant d'être convoquée pour la première fois en équipe de France pour un match amical contre le Brésil le 19 septembre 2015, au cours duquel elle entre en jeu à la 92e minute.

## Palmarès
- Championne de France de D2 en 2013 avec Hénin-Beaumont[1] et en 2025 avec l'Olympique de Marseille.
- Finaliste de la Coupe de France en 2016 avec Montpellier
- Finaliste de la Coupe du monde des moins de 20 ans en 2016 avec l'équipe de France U20

## Statistiques

### En club
| Saison                | Club                  | Championnat           | Championnat | Championnat | Coupe(s) nationale(s) | Coupe(s) nationale(s) | Compétition(s) continentale(s) | Compétition(s) continentale(s) | Compétition(s) continentale(s) | Total | Total |
| Saison                | Club                  | Division              | M.          | B.          | M.                    | B.                    | Comp.                          | M.                             | B.                             | M.    | B.    |
| 2012-2013             | FCF Hénin-Beaumont    | Division 2            | 11          | 9           | 2                     | 0                     | -                              | -                              | -                              | 13    | 9     |
| 2013-2014             | FCF Hénin-Beaumont    | Division 1            | 17          | 4           |                       |                       | -                              | -                              | -                              | 17    | 4     |
| Sous-total            | Sous-total            | Sous-total            | 28          | 13          | 2                     | 0                     | -                              | -                              | -                              | 30    | 13    |
| 2014-2015             | FC Metz               | Division 1            | 20          | 8           | 2                     | 1                     | -                              | -                              | -                              | 22    | 9     |
| Sous-total            | Sous-total            | Sous-total            | 20          | 8           | 2                     | 1                     | -                              | -                              | -                              | 22    | 9     |
| 2015-2016             | Montpellier HSC       | Division 1            | 20          | 11          | 6                     | 8                     | -                              | -                              | -                              | 26    | 19    |
| 2016-2017             | Montpellier HSC       | Division 1            | 17          | 3           | 4                     | 4                     | -                              | -                              | -                              | 21    | 7     |
| 2017-2018             | Montpellier HSC       | Division 1            | 13          | 5           | 3                     | 0                     | LdC                            | 4                              | 1                              | 20    | 6     |
| 2019-2020             | Montpellier HSC       | Division 1            | 14          | 4           | 3                     | 1                     | -                              | -                              | -                              | 17    | 5     |
| 2020-2021             | Montpellier HSC       | Division 1            | 3           | 0           | -                     | -                     | -                              | -                              | -                              | 3     | 0     |
| Sous-total            | Sous-total            | Sous-total            | 67          | 23          | 16                    | 13                    | -                              | 4                              | 1                              | 87    | 37    |
| 2018-2019             | FC Fleury 91 (prêt)   | Division 1            | 20          | 6           | 3                     | 2                     | -                              | -                              | -                              | 23    | 8     |
| Sous-total            | Sous-total            | Sous-total            | 20          | 6           | 3                     | 2                     | -                              | -                              | -                              | 23    | 8     |
| 2020-2021             | ASJ Soyaux (prêt)     | Division 1            | 2           | 1           | 1                     | 0                     | -                              | -                              | -                              | 3     | 1     |
| Sous-total            | Sous-total            | Sous-total            | 2           | 1           | 1                     | 0                     | -                              | -                              | -                              | 3     | 1     |
| Total sur la carrière | Total sur la carrière | Total sur la carrière | 137         | 51          | 24                    | 16                    | -                              | 4                              | 1                              | 165   | 68    |

### En sélection
| Sélection | Année | Statistiques | Statistiques |
| Sélection | Année | Matchs       | Buts         |
| --------- | ----- | ------------ | ------------ |
| France    | 2015  | 2            | 0            |
| France    | 2016  | 4            | 0            |
| France    | 2018  | 3            | 1            |
| Total     | Total | 9            | 1            |